# Nina Curtis
Nina Curtis (Sydney, 24 de janeiro de 1988) é uma velejadora australiana, medalhista olímpica. 

## Carreira
Nina Curtis é medalhista olímpica nos jogos de Londres 2012, com a medalha de prata na classe Elliott 6m.